# José Santamaría
Pour les articles homonymes, voir Santamaria (homonymie).
José Emilio Santamaría est un joueur de football uruguayen, né le 31 juillet 1929 à Montevideo, ayant occupé le poste d'arrière centre. Il fut naturalisé espagnol en 1958.

## Clubs
- Nacional : 1949 à 1957
- Real Madrid : 1957 à 1964

## Palmarès

### Joueur

#### Sélections nationales
- 20 sélections en Équipe d'Uruguay de football, de 1952 à 1957
- 16 sélections en Équipe d'Espagne de football, de 1958 à 1962
- 4e de la coupe du monde en 1954 ( Uruguay - participe à la petite finale)
- Participation à la coupe du monde en 1962 ( Espagne - 1er tour)
- Sélectionné pour la coupe du monde en 1950 -année du 2e titre mondial uruguayen-, son club refuse de le laisser participer

#### Clubs
- Coupe d'Europe des clubs champions à trois reprises, en 1958, 1959, et 1960.
- Coupe intercontinentale : 1960
- Champion d'Espagne à cinq reprises, en 1958, 1961, 1962, 1963 et 1964
- Champion d'Uruguay à cinq reprises, en 1950, 1952 (aux côtés de Héctor Rial cette année-là, futur madrilène), 1955, 1956 et 1957
- Coupe d'Espagne de football : 1962
- Coupe Montevideo : 1953 (1re édition - Nacional)
- Trophée Ramón de Carranza : 1959 et 1960 (à Cadix - Real Madrid)
- Trophée Villamarin : 1960 (à Séville - Real Madrid)
- Finaliste de la Coupe d'Europe des clubs champions : 1962 et 1964
- Vice-champion d'Espagne :  1959 et 1960
- Finaliste de la coupe d'Espagne : 1958, 1960 et 1961

### Entraîneur
- Équipe d'Espagne de football de 1980 à 1982 (24 parties supervisées, 10 victoires, et une participation à la coupe du monde en 1982 - 2e tour)
- Espanyol Barcelone auparavant.